# Валя Кузьмина
Валя Кузьмина (укр. Валя Кузьмина, от рум. Valea Cosminului — Долина Кузьмина) — село в Волоковской сельской общине Черновицкого района Черновицкой области Украины.
До 2020 года входило в Глыбокский район
В 1497 году здесь состоялось Сражение у Козминского леса.
Почтовый индекс — 60411. Телефонный код — 03734. Код КОАТУУ — 7321080501.